# Tipula stonei
Tipula stonei är en tvåvingeart som beskrevs av Alexander 1965. Tipula stonei ingår i släktet Tipula och familjen storharkrankar. Inga underarter finns listade i Catalogue of Life.